# Pierre Castillon
Pierre Castillon est un ingénieur dont la carrière s’est essentiellement déroulée dans les secteurs pétrolier et chimique. Président fondateur en 2000 de l'Académie des technologies, il a été de 2008 à 2014 président du conseil scientifique d’EDF,.

## Biographie
Provençal, né le 5 avril 1938, il est ancien élève de l’École polytechnique, ingénieur civil des Mines, diplômé de l’Institut d'études politiques.
Au cours de 37 années dans le groupe Elf Aquitaine, il a occupé des postes en usines pétrolières et chimiques, en développement de procédés, en activités commerciales et internationales, en recherche et développement. Son nom est associé au développement des procédés de production de polyamide 11 (Rilsan, biosourcé) et polyamide 12 par voie photochimique, exclusivités françaises. Nommé en 1985 membre du Comité exécutif d'Elf Aquitaine, succédant à l'ingénieur général Bernard Delapalme, il a été pendant quinze ans directeur recherche technologie environnement du groupe Elf Aquitaine, et président d’Elf technologies.
En 2000, il a présidé le Conseil pour les applications de l’Académie des sciences, puis a été le président fondateur de l’Académie des technologies (2001/2002).
En 2003, il a fait partie, avec Edgar Morin et Mac Lesggy, du Comité des trois sages du Débat national sur les énergies.
Il a été membre des Conseils d’administration de Snecma, Ifremer, Atochem, Sanofi, Elf exploration production, Inovelf, ANRT, ENS Mines de Paris, École normale supérieure de Lyon, président de l’EIRMA, membre de l’Assemblée européenne des sciences et technologies, membre du Conseil Supérieur de la Recherche et de la Technologie (CSRT), membre du Conseil scientifique de l'OPECST, membre de l'Assemblée de Pasteur, membre de New-York Academy of sciences, de l'Industrial Research Institute (USA) et de l'Advisory Committee for Science and Technology for Development de l'ONU.
Il a également présidé pendant 6 ans le Conseil scientifique d'EDF.
De 1959 à 1961, après l'École de Cavalerie de Saumur, il a été sous-lieutenant d'active, chef de peloton blindé en Algérie (2° Régiment de Chasseurs d'Afrique).
Colonel de réserve des services d'état-major (ABC / ORSEM), il est ancien auditeur de l’IHEDN (président de Session nationale et de Session européenne), ancien membre du Conseil de perfectionnement de l'École de guerre, et a fondé l'Association des auditeurs des sessions européennes de l'IHEDN. Il est membre du comité directeur de l'AA IHEDN, et vice-président de l'ANCGVM (Croix de Guerre et Valeur Militaire)..
Membre du Conseil scientifique de la Défense depuis 2001, il a démissionné en 2013.
Il a fait partie de 2007 à 2020 du Conseil international d'innovation (GTIAC) de John Deere (USA).
Il a également fait partie du comité des Experts de la Fondation d'entreprise Alcen pour la connaissance des énergies.
Personnellement engagé dans l'arboriculture fruitière en Provence, il a publié sur les causes des difficultés de cette filière.

## Distinctions
Officier de la Légion d'Honneur (1992)
Commandeur de l'Ordre National du Mérite (1995)
Croix de la Valeur Militaire, deux citations argent à l'Ordre de la Division (1960/61)

## Publications
- Une Académie des technologies pour la France (CADAS, tec et doc)
- Le Rilsan (Académie des technologies, grandes aventures technologiques)
- Histoires de recherche (avec Jacques Bodelle, Elf aquitaine)
- Elf Aquitaine, des origines à 1989, ouvrage collectif
- L'Arme blindée cavalerie en Algérie, ouvrage collectif (UNABCC)
- European Review, N°2, May 2017: The founding of the National Academy of Technologies of France
- ANCGVM : articles sur les Grandes Écoles civiles et militaires décorées de la croix de guerre[5]